# Cloud rap
Cloud rap (znany również jako trillwave lub based music) – podgatunek hip-hopu. Charakteryzuje się typowo „mglistą”, lo-fi produkcją.

## Omówienie
W jednym z artykułów z 2010 r. Walker Chambliss wyszedł z założenia, że termin ten został wymyślony przez pisarza muzycznego Noz’a podczas wywiadu z raperem Lil B. Zauważono, że artyści zajmujący się tym gatunkiem używają często „chanto-podobnych” wokalnych sampli, aby stworzyć ich „surrealistyczny” efekt. Według Nico Amarca z Highsnobiety gatunek ten został początkowo zdefiniowany poprzez użycie „bezsensownych haseł i przynęt na Twittera”, jako parodia i objęcie kultury internetowej, z której został stworzony. Amarca uważał również, że Yung Lean zmienił Cloud rap poprzez swój „melancholijny/senny styl rapowy”. Według FACT gatunek ten opisuje „prawie każdy lo-fi, mglisty rap, który trafia do sieci”. Chociaż termin „Cloud rap” istnieje dopiero od 2010 r., produkcję lo-fi w hip-hopie można odnaleźć aż w podziemnym Memphis rapie z lat 90. XX wieku.
Producent Clams Casino został uznany za pioniera Cloud rapu już w 2010 r., ale ogólne brzmienia datuje się na 2006 rok, wraz z pierwszym albumem Vipera, Ready... and Willing. Gatunek ten przykuł mainstream’ową uwagę, kiedy raper A$AP Rocky zadebiutował w 2011 r., stając się jednym z najbardziej znanych Cloud raperów.

## Charakterystyka
Cloud rap jest charakterystycznie podobny do beatów typu lo-fi i chillwave, ale odbiega od tych stylów naciskiem na zniekształcone, psychodeliczne sample. Cloud rap cechuje się również posiadaniem wokalu w postaci rapu, którego zwykle brakuje zarówno w lo-fi, jak i chillwave. Teksty gatunku Cloud Rap zwykle obracają się wokół motywów miłości, zdrady i narkotyków, ale nie zawsze tak jest. Tempo danego gatunku oscyluje w wartościach od 80 do 160 uderzeń na minutę (BPM).